# Équipe de France féminine de rugby à XV à la Coupe du monde 2006
L'Équipe de France de rugby à XV féminin à la Coupe du monde 2006 termine troisième de la compétition, après avoir été battue par l'équipe de Nouvelle-Zélande en demi-finale et battu l'équipe du Canada lors de la petite-finale.

## Résultats

### Poule C
La France termine première de son groupe, quatrième au classement global et se qualifie pour les demi-finales.
| Rang | Pays           | J | V | N | D | Em | Ee | Bo | Bd | Pm | Pe  | Diff | Pts |
| ---- | -------------- | - | - | - | - | -- | -- | -- | -- | -- | --- | ---- | --- |
| 1    | France         | 3 | 2 | 0 | 1 | 12 | 5  | 2  | 0  | 75 | 37  | +38  | 10  |
| 2    | États-Unis     | 3 | 2 | 0 | 1 | 6  | 3  | 1  | 0  | 34 | 35  | -1   | 9   |
| 3    | Afrique du Sud | 3 | 0 | 0 | 3 | 3  | 28 | 0  | 0  | 20 | 179 | -159 | 0   |

|  | qualifié pour les demi-finales (no 1). |

### Premier tour
| 31 août 2006 | France | 43 – 0 | Irlande                          | St. Albert Rygby Football Club, St. Albert Arbitre : Jenny Bental |
| 31 août 2006 | Essai(s) : Devillers 3 (3e, 32e, 79e), Sartini (12e), Devroute (57e), Le Duff (68e), Plantet (77e) Transformation(s) : Sartini 2 (4e, 58e), Le Duff 2 (69e, 80e) |        | Carton(s) jaune(s) : Mahon (68e) | St. Albert Rygby Football Club, St. Albert Arbitre : Jenny Bental |
| 31 août 2006 | |        |                                  | St. Albert Rygby Football Club, St. Albert Arbitre : Jenny Bental |

| 4 septembre 2006 | Australie | 10 – 24 (0 – 17) | France | Ellerslie Rugby Park, Edmonton Arbitre : Joyce Henry |
| 4 septembre 2006 | Essai(s) : Wilson (65e) Transformation(s) : McGann (66e) Pénalité(s) : McGann (57e) Carton(s) jaune(s) : Butcher (8e) |                  | Essai(s) : Devillers 2 (6e, 39e), Plantet (15e), Boukerma (62e) Transformation(s) : Sartini 2 (7e, 63e) Carton(s) jaune(s) : Sartini (79e) | Ellerslie Rugby Park, Edmonton Arbitre : Joyce Henry |
| 4 septembre 2006 | |                  | | Ellerslie Rugby Park, Edmonton Arbitre : Joyce Henry |

| 8 septembre 2006 | Angleterre                                                                   | 27 – 8 (13 – 0) | France                                             | St. Albert Rugby Park, St. Albert Arbitre : JoyGeorge Aayoub |
| 8 septembre 2006 | Essai(s) : Waterman 2 (8e, 34e), Day 2 (44e, 50e) Pénalité(s) : Andrew (15e) |                 | Essai(s) : Horta (71e) Pénalité(s) : Sartini (80e) | St. Albert Rugby Park, St. Albert Arbitre : JoyGeorge Aayoub |
| 8 septembre 2006 |                                                                              |                 |                                                    | St. Albert Rugby Park, St. Albert Arbitre : JoyGeorge Aayoub |

### Demi-finale
| Mardi 12 septembre à Edmonton (Stade Ellerslie Rugby Park) | Nouvelle-Zélande | 40-10 (mi-temps : 20-5) | France |

Arbitre : Malcolm Changleng (Eco) 
- France : 2 essais Delphine Plantet (7), Corinne Devroute (43)

- Nouvelle-Zélande : 6 essais Amiria Marsh (1), Rochelle Martin (10, 34), Emma Jensen (41), Anna Richards (55), Heighway (79), 2 transformations (11, 56) et 2 pénalités (12, 64) Emma Jensen

- France : Christelle Le Duff – Catherine Devillers, Lucie Elodie, Dalila Boukerma (Fanny Horta, 67), Marion Talayrach – (o) Estelle Sartini (Céline Allainmat, 78) – (m) Julie Pujol (Stéphanie Provost, 78) – Delphine Plantet, Clotilde Flaugère, Aline Sagols (Sandrine Jauréguiberry, 78) – Corinne Devroute (Violaine Aubrée, 77), Maylis Bonnin – Danièle Irazu, (Fanny Gelis, 43), Laetitia Salles (Clémence Ollivier, 56), Rosa Marcé

- Nouvelle-Zélande : Amiria Marsh – Claire Richardson, Huriana Manuel, Exia Edwards (Hannah Myers, 66), Victoria Blackledge – (o) Anna Richards (Rebecca Hull, 61) – (m) Emma Jensen (Waimania Teddy, 77) – Rochelle Martin, Shannon Willoughby (Linda Itunu, 54), Melissa Ruscoe – Victoria Heighway, Monalisa Codling (Kimberly Smith, 66) - Casey Robertson, Farah Palmer (cap) (Fiao'o Fa'amausili, 61), Diane Maliukaetau (Helen Va’aga, 77)

### Match pour la3eplace
| Dimanche 17 septembre à Edmonton (Commonwealth Stadium) | France | 17-8 (mi-temps : 7-0) | Canada |

Arbitre : Sarah Corrigan (Aus) 
- France : 2 essais Estelle Sartini (21), Céline Allainmat (71), 2 transformations et 1 pénalité (55) Christelle Le Duff

- Canada : 1 essai Maria Gallo (67), 1 pénalité Kelly McCallum (58)

- France : Céline Allainmat (Aurélie Cousseau, 74) – Catherine Devillers (Fanny Horta, 19), Lucie Elodie, Dalila Boukerma, Estelle Sartini (cap) – (o) Christelle Le Duff – (m) Julie Pujol (Stéphanie Provost, 59) – Claire Canal (Violaine Aubrée, 69), Delphine Plantet, Aline Sagols – Marie-Charlotte Hebel (Clotilde Flaugère, 41), Maylis Bonnin – Fanny Gelis (Rosa Marcé, 55), Laetitia Salles (Anne-Sophie Canizares, 75), Danièle Irazu

- Canada : Heather Moyse – Maria Gallo, Sarah Ulmer (Kary Steele, 55), Kristy Heemskerk, Julie Foster – (o) Kelly McCallum (cap) – (m) Julia Suguwara (Erin Dance, 79) – Gillian Florence, Katie Murray, Maureen MacMahon (Heather Jaques, 53) – Rania Burns, Dawn MacDonald (Summer Yeo, 63) – Allison Lamoureux (Heather McDonald, 41), Raquel Eldridge, Leslie Cripps

## Statistiques

### Meilleurs marqueurs d'essais
1. Catherine Devillers : 5 essais
2. Delphine Plantet : 3 essais
3. Corinne Devroute, Estelle Sartini : 2 essais
4. Céline Allainmat, Dalila Boukerma, Fanny Horta, Christelle Le Duff : 1 essai

### Meilleures réalisatrices
1. Catherine Devillers : 25 points
2. Estelle Sartini : 21,
3. Christelle Le Duff: 16,
4. Delphine Plantet : 15,
5. Corinne Devroute : 10,
6. Céline Allainmat, Dalila Boukerma, Fanny Horta: 5.

## Composition
Les joueuses ci-après ont joué pendant cette coupe du monde 2006. Les noms en gras désignent les joueuses qui ont été titularisées le plus souvent.

### Première ligne
- Anne-Sophie Canizares (2 matchs, 0 titularisation)
- Fanny Gelis (5 matchs, 4 titularisations)
- Danièle Irazu (5 matchs, 4 titularisations)
- Rosa Marcé (5 matchs, 2 titularisations)
- Clémence Ollivier (2 matchs, 0 titularisation)
- Laetitia Salles (5 matchs, 5 titularisations)

### Deuxième ligne
- Violaine Aubrée (4 matchs, 1 titularisation)
- Maylis Bonnin (5 matchs, 5 titularisations)
- Clotilde Flaugère (5 matchs, 3 titularisations)
- Marie-Charlotte Hebel (3 matchs, 1 titularisation)

### Troisième ligne
- Claire Canal (3 matchs, 1 titularisation)
- Corinne Devroute (4 matchs, 3 titularisations, 2 essais)
- Sandrine Jauréguiberry (3 matchs, 2 titularisations)
- Delphine Plantet (5 matchs, 5 titularisations, 3 essais)
- Aline Sagols (5 matchs, 4 titularisations)

### Demi de mêlée
- Julie Pujol (4 matchs, 4 titularisations)
- Stéphanie Provost (4 matchs, 1 titularisation)

### Demi d'ouverture
- Estelle Sartini (5 matchs, 5 titularisations, 5 fois capitaine, 2 essais, 4 transformations)

### Trois-quarts centre
- Dalila Boukerma (5 matchs, 5 titularisations, 1 essai)
- Lucie Elodie (5 matchs, 5 titularisations)

### Trois-quarts aile
- Céline Allainmat (5 matchs, 3 titularisations, 1 essai)
- Aurélie Cousseau (2 matchs, 0 titularisation)
- Catherine Devillers (5 matchs, 4 titularisations, 5 essais)
- Fanny Horta (5 matchs, 1 titularisation, 1 essai)
- Marion Talayrach (3 matchs, 2 titularisations)

### Arrière
- Christelle Le Duff (4 matchs, 4 titularisations, 1 essai, 4 transformations, 1 pénalité)